# Josh Thomas
Joshua Michael Thomas, dit Josh Thomas est un humoriste, acteur et scénariste de télévision australien né le 26 mai 1987 à Blackwater, dans le Queensland. En 2005, à l'âge de 17 ans, il devient le plus jeune vainqueur du concours d'humour RAW Comedy Competition du Festival international d'humour de Melbourne. Il fait de multiples apparitions à la télévision, notamment à l'émission Talkin' 'Bout Your Generation en tant que représentant de la  génération Y, sur la chaîne Network Ten. En 2013, Thomas crée la série primée Please Like Me, diffusée sur ABC2 (en) en Australie et sur le réseau Pivot aux États-Unis, et pour laquelle il écrit et tient la vedette. La comédie dramatique populaire, largement auto-biographique, compte quatre saisons et est diffusée internationalement.

## Biographie

### Jeunesse
Josh Thomas naît à Blackwater, dans le Queensland, le 26 mai 1987. Il grandit à Chapel Hill (en) et Westlake (en), dans les banlieues ouest de Brisbane. Il étudie au lycée Kenmore State High School et obtient son diplôme en 2004. Il suit un programme de baccalauréat universitaire en industrie de la création (Bachelor of Creative Industries) avec la télévision comme matière principale, à l'université de technologie du Queensland, mais abandonne après un trimestre.

### Carrière
En 2005, à l'âge de 17 ans, Thomas commence à faire des spectacles de monologues comiques, se produisant jusqu'à six fois par semaine. Il remporte rapidement du succès et, toujours à 17 ans, devient le plus jeune vainqueur du concours d'humour RAW Comedy Competition du Festival international d'humour de Melbourne. Il atteint la finale de l'émission So You Think You're Funny à l'Edinburgh Festival Fringe. L'année suivante, il fait partie de la distribution de The Comedy Zone, un spectacle du Festival international d'humour de Melbourne mettant en vedette les humoristes prometteurs d'Australie.
En 2007, le premier one-man-show de Josh Thomas, Please Like Me, est présenté au Festival international d'humour de Melbourne. Le spectacle mérite à Thomas le Melbourne Airport Award de la révélation de l'année. Il part en tournées nationales et internationales, participant notamment aux festivals d'humour d'Édimbourg et de Montréal. En 2010, Thomas part en tournée avec son spectacle stand-up Surprise, dont le coming out est le thème. L'artiste se produit ainsi à Adélaïde, Brisbane et Melbourne.
En 2011, il se produit en tournée avec son spectacle Everything Ever, notamment au Festival international d'humour de Melbourne.

## Médias

### Podcast
Josh Thomas a un podcast sur iTunes intitulé Josh Thomas and Friends (« Josh Thomas et ses amis »), qui met en vedette Thomas et ses amis humoristes Melinda Buttle et Tom Ward. En novembre 2009, une deuxième série de podcasts est diffusée sur iTunes et la première série est supprimée. La troisième série est diffusée en 2011, et la deuxième série est alors supprimée également[réf. nécessaire].

### Magazine
Josh Thomas écrit des articles pour le magazine pour adolescentes Girlfriend.

### Télévision
Josh Thomas fait quelques apparitions à la télévision australienne dans plus d'une demi-douzaine d'émissions.
En 2009, on le voit notamment dans l'émission Talkin' 'Bout Your Generation, en tant que représentant de la génération Y, sur la chaîne Network Ten. Il participe également à l'émission Celebrity MasterChef Australia, un concours de cuisine télévisé, mais perd au cours de la première ronde contre Kirk Pengilly (en) du groupe INXS.
En mars 2011, Thomas est le maître de cérémonie au gala du Festival international d'humour de Melbourne, qui a lieu chaque année au profit d'Oxfam.
Josh Thomas participe à plusieurs reprises au panel de discussion de l'émission Q&A sur la chaîne ABC. Dans un épisode portant sur les problèmes de santé mentale dans les zones rurales, il conteste les positions du député fédéral Bob Katter sur l'homosexualité, y compris sa déclaration selon laquelle il n'y a pas d'homosexuels dans son électorat. Le refus par Katter de considérer les difficultés des jeunes gays au cours de la discussion sur le suicide et les problèmes de santé mentale a été mal reçu par le public et par les autres panélistes.

#### Please Like Me
En février 2013, la série télévisée semi-autobiographique Please Like Me, écrite par Thomas, débute sur la chaîne ABC2. Le réseau de télévision Pivot (en) acquiert la série pour les États-Unis et en diffuse les six épisodes de la première saison en rafale, le 1er août 2013, pour célébrer le lancement de la chaîne, après avoir présenté le premier épisode en ligne. La première saison de six épisodes est basée sur le spectacle d'humour stand-up de Thomas.
La comédie dramatique reprend plusieurs éléments de la vie réelle de Josh Thomas. Il y joue le rôle de Josh, et son ami Thomas Ward joue son ami Tom. Comme dans la réalité, Josh se découvre gay et doit composer avec divers événements, dont une tentative de suicide de sa mère, bipolaire. L'humoriste met également en scène son propre chien John.
Please Like Me est considérée par certains commentateurs comme un exemple de série attirant avec succès un public composé de Millenials,.
En 2014, la série est nommée pour un Emmy Award pour la meilleure série humoristique. Pour son travail sur Please Like Me, Thomas remporte plusieurs distinctions, dont un AACTA Award pour le meilleur scénario, en 2015. Après la disparition de Pivot, c'est Hulu qui assure la diffusion de la série.
Le 2 février 2017, Josh Thomas annonce sur les médias sociaux que la quatrième saison de Please Like Me serait la dernière, déclarant « nous sommes très heureux de ce que nous avons fait et nous pensons avoir tout dit ».

#### Everything's Gonna Be Okay
La série Everything's Gonna Be Okay raconte l'histoire de Nicholas, un jeune Australien de 25 ans, qui rend visite à son père américain et à ses deux demi-sœurs à Los Angeles, et apprend que son père va mourir et qu'il souhaite que Nicholas devienne le tuteur de Genevieve et Matilda.

## Vie personnelle
Josh Thomas déclare qu'il est athée lors de la finale de la saison 2009 du jeu télévisé Good News Week.
En novembre 2009, Thomas confirme dans son podcast qu'il est en couple avec l'animateur de radio Tom Ballard. Ils se séparent en juin 2010, après 16 mois de fréquentation, et Ballard annonce sur la page Facebook de ses fans : « Josh et moi ne sortons plus ensemble. C'est assez compliqué, mais en gros, j'ai simplement décidé que je dois écouter mon cœur et me marier à Mitch Hewer, Zac Efron, Daniel Radcliffe et Eamon Sullivan. Nous sommes toujours de bons amis et tout va bien. ».
L'humoriste australien est connu notamment pour sa voix haut perchée, son accent inusité (indépendant du fait qu'il est australien) et sa candeur lors des entrevues qu'il accorde. Il révèle beaucoup de sa vie privée dans ses productions humoristiques. Un article du New York Times le décrit comme ayant un « charisme timide », qui contribue à l'intérêt suscité par Please Like Me.
Josh Thomas fréquente actuellement Josh Schmidt, un acteur australien et le co-réalisateur de l'émission Twentysomething. Ils se fréquentent depuis 2012. Thomas a rencontré Schmidt à un atelier organisé par ABC.
En 2010, Thomas est sélectionné par les lecteurs du site samesame.com.au comme l'un des 25 Australiens gays les plus influents.
Thomas a également une sœur plus âgée, Nikki, et un frère plus âgé, appelé Drew (également gay), qui est apparu dans un épisode de Talkin 'Bout Your Generation, le 15 août 2010.
Thomas a été diagnostiqué en 2015 d'un trouble déficit de l'attention avec ou sans hyperactivité (TDAH). En 2021, il indique également être diagnostiqué autiste,.